# Кировский район (Черкесская АО)
Кировский район — административно-территориальная единица в составе Черкесской автономной области, существовавшая в 1938—1956 годах. Центр — станица Исправная.
Кировский район был образован 4 декабря 1938 года в составе Черкесской АО Орджоникидзевского (с 12 января 1943 — Ставропольского) края. В его состав вошли Исправненский и Фроловский с/с Удобненского района Краснодарского края, а также Ново-Исправненский и Сторожевский с/с Хабезского района Черкесской АО.
6 ноября 1943 года к Кировскому району были присоединены станица Преградная, а также населённые пункты Круглый, Ново-Урупский, Пантелеймоновское, Щелканка и Архызские нагорные летние пастбища.
16 марта 1944 года в Кировский район из Зеленчукского были переданы Пантелеймоновский, Преградненский, Урупский с/с и селение Круглое.
18 июня 1954 года были упразднены Ново-Исправненский, Пантелеймоновский и Фроловский с/с, а также Урупский п/с.
11 апреля 1956 года Уруп получил статус посёлка городского типа.
8 мая 1956 года Кировский район был упразднён, а его территория передана в прямое подчинение Черкесской АО.